# Lucien Génois
Lucien Génois est un homme politique français né le 2 novembre 1880 à Fossieux (district de Lorraine) et mort le 20 octobre 1939 à Hampont, en Moselle.

## Biographie
Agriculteur de profession, son père est conseiller municipal de Hampont. En 1919, il devient membre de l'Union républicaine lorraine, maire de la commune d'Hampont en 1927 et conseiller général du canton de Château-Salins en 1931.
En 1933, le député de la circonscription, Jules Wolff, membre de la Fédération républicaine, se fait élire au Sénat. Lucien Génois se porte candidat à sa succession avec la même étiquette et il est élu député au second tour. À la Chambre des députés, il s'inscrit au groupe de la Fédération républicaine, comme son prédécesseur, et rejoint les commissions d'Alsace-Lorraine et du Commerce et de l'industrie.
Lors du renouvellement de 1936, Lucien Génois est candidat à sa propre succession mais n'arrive qu'en troisième position derrière deux autres candidats modérés. Il se désiste alors en faveur de  François Beaudoin, du PAPF, qui lui succède. Il abandonne son mandat de maireet, en 1937, ne sollicite pas le renouvellement de son mandat de conseiller général. Il décède deux ans plus tard.

## Décoration
- Chevalier de la Légion d'honneur[2]

### Sources
- « Lucien Génois », dans le Dictionnaire des parlementaires français (1889-1940), sous la direction de Jean Jolly, PUF, 1960 [détail de l’édition]
- Dir. Jean El Gammal, François Roth et Jean-Claude Delbreil, Dictionnaire des Parlementaires lorrains de la Troisième République, Metz, Serpenoise, 2006 (ISBN 2-87692-620-2, OCLC 85885906, lire en ligne), p. 286